# Quintus Servilius Caepio (Kr. e. 140)
Quintus Servilius Caepio (Kr. e. 2. század) ókori római politikus és hadvezér, az előkelő patricius Servilia gens tagja volt. Cnaeus Servilius Caepio, Kr. e. 169 egyik consulja volt az apja.
Két fivérét követően Kr. e. 140-ben consul volt, és egyik bátyjától, a proconsulként Viriathus ellen hadakozó Quintus Fabius Maximus Servilianustól vette át az ibériai (lusitaniai) háború vezetését. A konfliktust ugyan Servilianus korábban békeszerződéssel már lezárta, amit a senatus is törvényesített, ám arra hivatkozva, hogy a béke előnytelen a köztársaság érdekeire nézve, Caepio felhatalmazást szerzett a testülettől a konfliktus újbóli kirobbantására. Ennek megfelelően is cselekedett, mire Viriathus követeket menesztett hozzá, hogy megerősítse a békét, a consul azonban ehelyett felbérelte a hozzá küldött ibéreket, akik álmában meggyilkolták vezérüket a sátrában, majd visszamenekültek a rómaiakhoz.
A gyilkosság nem vetett véget a háborúnak. Viriathus pompás temetését követően Tantalust választották utódául az ibér harcosok, ő pedig folytatta a hadműveleteket. A hispánok előbb Saguntumot próbálták bevenni, majd miután innen visszaverték őket, átkeltek a Guadalquiviren (Baetis). Caepio a nyomukban vonult, így Tantalus a kudarcot látva feltétel nélkül megadta magát. A consul lefegyverezte az ibéreket, és letelepítette őket, hogy földhöz jutva ne adják banditizmusra a fejüket. A hadjárat során Caepio rendkívüli kegyetlenséggel és könyörtelenséggel bánt katonáival, így felettébb népszerűtlenné vált; egy alkalommal saját lovasai majdnem végeztek vele.
Kr. e. 139-ben Cnaeus nevű bátyjával tanúskodott a numantiai háborúban korábban békét vásárló Quintus Pompeius ellen. Cicero szerint jó szónok, illetve tekintélyes és befolyásos politikus volt.
Fia, Quintus Servilius Caepio utóbb, Kr. e. 106-ban szintén betöltötte a consuli hivatalt.